# Sint-Jacobsbrug (Rotterdam)
De Sint-Jacobsbrug is een vaste brug in het centrum van de Nederlandse stad Rotterdam. De brug overspant het Stokviswater en maakt deel uit van de Binnenrotte.
De brug is omstreeks 1960 gebouwd als noodbrug op de plaats van de Stokkenbrug in de Schiedamsedijk over de Zalmhaven, die gesloopt was wegens de aanleg van de metro. Nadat in 1977 een nieuwe Stokkenbrug was gebouwd, is de brug in verkorte vorm over het Stokviswater gelegd bij de aanleg van de woningen rondom de Sint-Jacobsplaats.